# Segundo pré-molar inferior

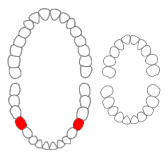
molares

O Segundo pré-molar inferior é um dente inserido no osso mandibular.